# Grégory Bourillon
Grégory Bourillon (Laval, 1º luglio 1984) è un ex calciatore francese, di ruolo difensore.

## Caratteristiche tecniche
È un mediano che può giocare al centro della difesa.

## Palmarès

### Club

#### Competizioni nazionali
- Coppa di Lega francese: 1

PSG: 2007-2008